# Life (藤重政孝のアルバム)
『life』（ライフ）は、藤重政孝の3枚目のアルバム。1996年4月10日にEMIミュージック・ジャパンからリリース。

## 概要
オリジナル・アルバム『Forever』から約1年ぶり。初となる海外でレコーディングが行われた作品。

## 収録曲
作詞：藤重政孝
作曲・編曲：野中則夫（特記以外）
1. 恋の天使 (4:12)
2. Mysterious Rose (3:56)
  - 作曲：MASAKI
3. 二度目のチャイム (5:28)
4. rainy night (Album Version) (4:26)
  - 作曲：野中則夫・HAWARD KILLY
5. run away (4:07)
  - 作曲：藤重政孝
6. 一途な恋、一途な夢 (Album Version) (4:38)
7. life (5:03)
8. your… (4:03)
  - 作曲：太田美知彦
9. Fall in love (4:18)
10. Hollyanne (4:52)
  - 作曲：藤重政孝